# 죽음과 소녀

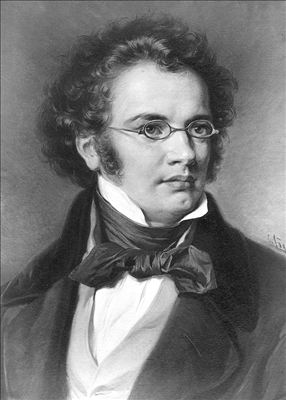
작곡가 프란츠 슈베르트

"죽음과 소녀" ("Der Tod und das Mädchen"), D 531; Op. 7, 3번은 프란츠 슈베르트가 작곡한 가곡이다. 1821년 11월 디아벨리 출판사에 의해 출판되었다. 텍스트는 독일 시인 마티아스 클라우디우스가 쓴 시에서 파생되었다. 이 곡은 성악과 피아노를 위한 곡이다. 라단조의 도입부로 시작한다. 처음 8마디의 박자표는 2/2이다. 양손은 화음을 연주한다. 이 부분은 조용하고( pianissimo ) 느리고( mäßig) 죽음의 음악적 주제를 제시한다. 아홉번째 마디부터의 부분은 첫 번째 부분보다 더 동요한다. 그것은 piano와 "다소 더 빠름"으로 표시된다.( etwas geschwinder ). 멜로디는 가끔씩 반음계적으로 음높이가 점차 올라간다. 세 번째이자 마지막 부분은 죽음의 노래이다. 음악은 도입부 템포와 셈여림으로 돌아간다.